# Проект «Синяя книга» (телесериал)
Проект «Синяя книга» (англ. Project Blue Book) — американский детективный телесериал в жанрах историческая драма и научная фантастика. Сюжет основан на реально существовавшем проекте «Синяя книга», который был посвящён исследованию неопознанных летающих объектов.
Премьера первого сезона состоялась на телеканале History 8 января 2019 года, 10 февраля 2019 года было объявлено о продлении сериала на второй сезон, премьера которого состоялась 21 января 2020 года. В мае 2020 года телеканал History объявил о закрытии сериала после двух сезонов. Спустя несколько дней исполнительные продюсеры сериала Дэвид О’Лири и Шон Яблонски рассказали, что рассматривают возможность выпустить продолжение сериала на другой платформе, либо в формате графической новеллы. Фанаты сериала поддержали решение создателей и даже запустили петицию, призывающую сохранить сериал и найти для него платформу.

## Сюжет
Сериал повествует о секретных исследованиях необъяснимых явлений и возможных контактов с НЛО, проводимых ВВС США в 1950-х и 1960-х годах. Их проводят профессор астрофизики и один из основоположников уфологии — доктор Джозеф Аллен Хайнек и капитан ВВС Майкл Куинн. В процессе своих исследований на территории разных штатов, доктор Хайнек обнаруживает, что многие вещи невозможно объяснить с научной точки зрения.

## В ролях
- Эйдан Гиллен — Джозеф Аллен Хайнек, доктор астрофизики
- Майкл Маларки — Майкл Куинн, капитан ВВС
- Лора Меннелл — Мими Хайнек, жена доктора
- Ксения Соло — Сьюзи Миллер, агент КГБ
- Майкл Харни — Хью Валентайн, генерал ВВС
- Нил Макдонаф — Джеймс Хардинг, генерал ВВС
- Роберт Джон Берк — Уильям Фэйрчайлд, министр обороны США
- Джилл Моррисон — Фэй, сотрудник военной базы Райт-Паттерсон[англ.], секретарь капитана Куинна
- Джерод Хэйнс — Дэниел Бэнкс, агент ЦРУ
- Майкл Империоли — Эдвард Ризуто, советский/американский двойной агент
- Иэн Трейси — Уильям, таинственный человек в чёрной шляпе
- Каспар Филлипсон — Джон Кеннеди, сенатор

## Список серий
| Сезон | Сезон | Количество эпизодов | Даты выхода                    |
| ----- | ----- | ------------------- | ------------------------------ |
|       | 1     | 10 эпизодов         | 8 января 2019 — 12 марта 2019  |
|       | 2     | 10 эпизодов         | 21 января 2020 — 24 марта 2020 |

### Сезон 1 (2019)
| № общий | № в сезоне | Название                                                 | Режиссёр         | Автор сценария            | Дата премьеры   | Зрители U.S. (млн) |
| --- | ---------- | -------------------------------------------------------- | ---------------- | ------------------------- | --------------- | ------------------ |
| 1 | 1          | «Воздушный бой Фуллера» «The Fuller Dogfight»            | Роберт Стромберг | Дэвид О'Лири              | 8 января 2019   | 2.27               |
| Военно-воздушные силы США вербуют доктора астрофизики Аллена Хайнека для участия в сверхсекретном расследовании НЛО. Ему предстоит разобраться в происшествии с военным пилотом, который утверждает, что вступил в неравный бой с инопланетным кораблём. |            |                                                          |                  |                           |                 |                    |
| 2 | 2          | «Флэтвудский монстр» «The Flatwoods Monster»             | Роберт Стромберг | Шон Яблонски              | 15 января 2019  | 1.88               |
| Хайнек и капитан Куинн расследуют случай, произошедший в Западной Вирджинии, где мать и двое её детей стали свидетелями того, как инопланетное существо выбралось из-под горящих обломков потерпевшего крушение НЛО.                                     |            |                                                          |                  |                           |                 |                    |
| 3 | 3          | «Лаббокские огни» «The Lubbock Lights»                   | Пит Трэвис       | Харли Пейтон              | 22 января 2019  | 1.95               |
| Хайнек и Куинн направляются в Лаббок, штат Техас, поскольку его жители обнаружили таинственный V-образный корабль в ночном небе. |            |                                                          |                  |                           |                 |                    |
| 4 | 4          | «Операция „Скрепка“» «Operation Paperclip»               | Пит Трэвис       | Дэвид О'Лири Тания Джон   | 29 января 2019  | 1.71               |
| Необъяснимая встреча коммерческого авиалайнера с НЛО приводит Хайнека и Куинна к обнаружению сверхсекретной программы с участием бывших нацистских учёных.                                                                                               |            |                                                          |                  |                           |                 |                    |
| 5 | 5          | «Неопознанные истребители» «Foo Fighters»                | Норма Бэйли      | Дэвид О'Лири Эмили Брочин | 5 февраля 2019  | 1.39               |
| Череда странных подсказок выводит Хайнека и Куинна на секретный отряд бывших военных, которые утверждают, что видели загадочные огни во время воздушных сражений, и нашли способ связываться с ними.                                                     |            |                                                          |                  |                           |                 |                    |
| 6 | 6          | «Зелёные огненные шары» «The Green Fireballs»            | Норма Бэйли      | Харли Пейтон              | 12 февраля 2019 | 1.66               |
| После того, как таинственные зеленые огненные шары почти вызывают ядерную катастрофу, Хайнек и Куинн должны расследовать, как такое могло произойти. |            |                                                          |                  |                           |                 |                    |
| 7 | 7          | «Лидер бойскаутов» «The Scoutmaster»                     | Томас Картер     | Аарон Рапке Стюарт Кайе   | 19 февраля 2019 | 1.31               |
| Хайнек расследует исчезновение лидера бойскаутов после того, как он и его отряд стали свидетелями странного корабля, парящего в лесу. Куинн оказывается втянут в мошеннические схемы генерала Хардинга.                                                  |            |                                                          |                  |                           |                 |                    |
| 8 | 8          | «Военные игры» «War Games»                               | Томас Картер     | Тания Джон                | 26 февраля 2019 | 1.45               |
| Хайнек и Куинн изучают запись, на которой запечатлён армейский взвод, оказавшийся под атакой НЛО, и обнаруживают, что солдаты страдают от последствий учений не только физически, но и психологически.                                                   |            |                                                          |                  |                           |                 |                    |
| 9 | 9          | «Похищение» «Abduction»                                  | Алекс Грейвз     | Шон Яблонски              | 5 марта 2019    | 1.51               |
| Мужчина утверждает, что был похищен инопланетянами, вместе с женой он прибывает в штаб-квартиру ВВС и удерживает Хайнека и Куинна в заложниках, пока они не узнают правду.                                                                               |            |                                                          |                  |                           |                 |                    |
| 10 | 10         | «Вашингтонская карусель» «The Washington Merry-Go Round» | Алекс Грейвз     | Дэвид О'Лири              | 12 марта 2019   | 1.55               |
| В столице, городе Вашингтон, наблюдается массовое вторжение НЛО. Хайнек и Куинн должны раскрыть истинную природу возникшей угрозы, пока не стало слишком поздно.                                                                                         |            |                                                          |                  |                           |                 |                    |

### Сезон 2 (2020)
| № общий | № в сезоне | Название                                                           | Режиссёр       | Автор сценария           | Дата премьеры   | Зрители U.S. (млн) |
| --- | ---------- | ------------------------------------------------------------------ | -------------- | ------------------------ | --------------- | ------------------ |
| 11 | 1          | «Розуэлльский инцидент — Часть 1» «The Roswell Incident - Part I»  | Деран Сарафян  | Дэвид О'Лири             | 21 января 2020  | 1.43               |
| Профессор Хайнек и капитан Куинн договариваются продолжать своё собственное расследование, не вызывая подозрение у генералов. Вместе с Хардингом они отправляются в Розуэлл, штат Нью-Мексико, где узнают, что Хардинг был причастен к сокрытию информации после загадочного инцидента в 1947 году. |            |                                                                    |                |                          |                 |                    |
| 12 | 2          | «Розуэлльский инцидент — Часть 2» «The Roswell Incident - Part II» | Деран Сарафян  | Шон Яблонски             | 28 января 2020  | 1.34               |
| Хайнек и Куинн продолжают искать свидетелей крушения инопланетного корабля и узнают некоторые подробности методов работы Хардинга. Их «двойная игра» в итоге приводит к тому, что им приходится выбрать одну из сторон, предварительно сопоставив множество фактов. |            |                                                                    |                |                          |                 |                    |
| 13 | 3          | «Зона 51» «Area 51»                                                | Пит Трэвис     | Алек Уэллс               | 4 февраля 2020  | 1.13               |
| Хайнек и Куинн отправляются на секретную военную базу «Зона 51» в пустыне штата Невада, чтобы расследовать возможное инопланетное «похищение» военнослужащего. Там они знакомятся с агентом ЦРУ Дэниелом Бэнксом и методами работы его коллег, узнают о секретных разработках и о противостоянии ЦРУ и ВВС. |            |                                                                    |                |                          |                 |                    |
| 14 | 4          | «Хопкинсвилль» «Hopkinsville»                                      | Пит Трэвис     | Харли Пейтон             | 11 февраля 2020 | 1.40               |
| Хайнек и Куинн срочно вызваны в город Хопкинсвилль в штате Кентукки, чтобы расследовать сообщение о контакте с пришельцами. При помощи Мими, жены Аллена, и Эвана, члена клуба расследователей НЛО, им удаётся установить детали произошедшего. Кроме этого, Хайнек, Куинн и Бэнкс узнают о тайном плане генералов Хардинга и Валентайна. |            |                                                                    |                |                          |                 |                    |
| 15 | 5          | «Люди в чёрном» «The Men in Black»                                 | Венди Станцлер | Эмили Брочин             | 18 февраля 2020 | 1.09               |
| Таинственные люди в чёрных шляпах похищают профессора Хайнека и предлагают влиться в их ряды. Капитану Куинну, не без помощи агента Бэнкса и Мими, удаётся найти и спасти напарника. |            |                                                                    |                |                          |                 |                    |
| 16 | 6          | «Близкие контакты» «Close Encounters»                              | Венди Станцлер | Линда Бёрстин            | 25 февраля 2020 | 1.19               |
| В 1976 году репортёр берёт интервью у Хайнека, который стал консультантом в фильме Спилберга, и просит рассказать о Комиссии Робертсона. В 1953 году ЦРУ начинает расследование деятельности проекта «Синяя книга», чтобы взять тему НЛО под свой контроль. Тем временем, в доме у профессора появляется некий Дэвид, который утверждает, что у него есть реальные доказательства близкого контакта третьей степени.                                               |            |                                                                    |                |                          |                 |                    |
| 17 | 7          | «Проклятие скинуокера» «Curse of the Skinwalker»                   | Норма Бейли    | Харли Пейтон             | 3 марта 2020    | 1.36               |
| Молодая семья фермеров из штата Юта сообщает, что они стали свидетелями загадочных синих огней в лесу неподалёку от своего дома. Профессору Хайнеку и капитану Куинну предстоит разобраться не только в природе произошедшего, но и во взаимоотношениях соседей. |            |                                                                    |                |                          |                 |                    |
| 18 | 8          | «Что скрывается за ложью» «What Lies Beneath»                      | Джон Скотт     | Шон Яблонски, Алек Уэллс | 10 марта 2020   | 1.32               |
| Из офиса «Синей книги» пропали секретные документы. Профессор Хайнек и капитан Куинн понимают, что от них многое скрывают. Кроме этого, у них происходит телефонный разговор с сенатором Кеннеди. |            |                                                                    |                |                          |                 |                    |
| 19 | 9          | «Сломанная стрела» «Broken Arrow»                                  | Норма Бейли    | Линда Бёрстин            | 17 марта 2020   | 1.34               |
| В небе над Канадой произошло крушение неопознанного самолёта. Представители ВВС Канады утверждают, что перед столкновением видели на радаре ещё один объект неизвестного происхождения, и просят профессора Хайнека и капитана Куинна помочь разобраться в произошедшем. Вскоре на место происшествия прибывают генералы Хардинг и Валентайн, которые узнали об инциденте из совершенно других источников.                                                         |            |                                                                    |                |                          |                 |                    |
| 20 | 10         | «Операция „MainBrace“» «Operation Mainbrace»                       | Лони Перистере | Дэвид О'Лири             | 24 марта 2020   | 1.42               |
| Сенатор Кеннеди лично прибывает в офис «Синей книги», чтобы попросить помощи у Хайнека и Куинна. В Северной Атлантике готовятся к старту массовые учения кораблей НАТО, в то время как в море начинают появляться загадочные корабли-призраки и неопознанные плавающие объекты. Адмирал уверен, что это советские войска, и готовится к контрнападению. От расследования «Синей книги» зависит не только установление истины, но и политическая обстановка в мире. |            |                                                                    |                |                          |                 |                    |

## Производство
Съёмки проходили в Ванкувере, провинция Британская Колумбия, Канада.

## Критика
На портале Rotten Tomatoes рейтинг одобрения сериала составляет 63 % на основании 16 рецензий со средним рейтингом 6,31/10. Общее заключение гласит: «Проект „Синяя книга“ невероятно интригует поклонников паранормального своей свободной адаптацией исторически необъяснимых явлений, но в этом „застегнутом на все пуговицы“ сериале не хватает повествовательной воодушевленности, чтобы обратиться к истинно верующим». На сайте Metacritic оценка составляет 56 из 100, основываясь на мнении 10 критиков, что означает «смешанные или средние оценки».